# Ojet - Kabasin Elarab
Ojet - Kabasin Elarab (tiếng Ả Rập: عوجة كباسين العرب) là một ngôi làng Syria nằm ở phó huyện Al-Saan ở huyện Salamiyah, Hama. Theo Cục Thống kê Trung ương Syria (CBS), Ojet - Kabasin Elarab có dân số 79 người trong cuộc điều tra dân số năm 2004.